# Cirrhilabrus jordani
Cirrhilabrus jordani är en fiskart som beskrevs av Snyder, 1904. Cirrhilabrus jordani ingår i släktet Cirrhilabrus och familjen läppfiskar. IUCN kategoriserar arten globalt som livskraftig. Inga underarter finns listade i Catalogue of Life.